# منظمة القتال اليهودية
منظمة القتال اليهودية (بالبولندية: Żydowska Organizacja Bojowa)‏، ؛ OB؛ (باليديشية: ייִדישע קאַמף אָרגאַניזאַציע)‏ Yidishe Kamf Organizatsie ؛ غالبًا ما تُرجمت إلى الإنجليزية باسم منظمة القتال اليهودية) كانت حركة مقاومة للحرب العالمية الثانية في بولندا المحتلة، والتي كانت مفيدة في تنظيم وإطلاق انتفاضة غيتو وارسو.  شاركت في عدد من أنشطة المقاومة الأخرى أيضًا. الصفحة قالب:Script/styles hebrew.css ليس بها محتوى.‎ קאַמף אָרגאַניזאַציע

## منظمات مماثلة
منظمة مقاومة يهودية ثانية تسمى الاتحاد العسكري اليهودي ( (بالبولندية: Żydowski Związek Wojskowy)‏ ŻZW)، التي تشكلت في المقام الأول من الضباط السابقين في الجيش البولندي في أواخر عام 1939، والتي تعمل جنبًا إلى جنب مع ŻOB وكان لها دور أساسي في الكفاح اليهودي المسلح. 